# ایستگاه البیان
ایستگاه البیان (به ازبکی: Elbayon Station) یک منطقهٔ مسکونی در ازبکستان است که در شهرستان شورچی واقع شده‌است. ایستگاه البیان ۴٬۹۰۰ نفر جمعیت دارد.